# Barros Pinho
José Maria Barros de Pinho (Teresina, 25 de maio de 1939 — Fortaleza, 28 de abril de 2012) foi um político, poeta e contista brasileiro. 
Foi vereador em Fortaleza pelo MDB (1979-1982), deputado estadual pelo PMDB (1983-1985) e prefeito de Fortaleza (1985-1986). Enquanto poeta, destacam-se as obras Natal de barro lunar e quatro figuras no céu (1960), Planisfério (1969), Circo Encantado (1975), Natal do castelo azul (1984). É membro da Academia Cearense de Letras.

## Biografia
Nasceu na ribeira do Parnaíba. Administrador de Empresas, professor (Fundador do Colégio Oliveira Paiva), empresário, jornalista, escritor. Cedo se envolveu com a ação social e com a política, procurando harmonizar a poesia e a prosa de ficção com o exercício da cidadania. Assim se fez político – poeta já o era. Contista se fez, ouvindo as histórias na linguagem de cordel. 
Da geração estudantil de 1964, presidiu J.T.E. de Administração do Ceará. Anteriormente, presidira a União Estadual dos Estudantes, sendo ainda, Secretário do Centro Estadual Cearense. Preso político em 1964, sendo anistiado em 2009.
Vereador, deputado, prefeito de Fortaleza, Secretário de Cultura do Estado e, posteriormente, do Município de Fortaleza. Presidente do Instituto de Previdência do Município de Fortaleza. Foi presidente da Fundação de Cultura de Maracanaú. E, nesta mesma Cidade, exerceu o cargo de Chefe do Gabinete do Prefeito. Escritor por vocação. 
Tem publicados os livros: Planisfério (Imprensa Universitária, 1ª edição, 1969; Corisco, 2ª edição, 2001) – poesia; Natal de barro lunar e quatro figuras no céu (Edições Projeto, 1970) – poesia; Circo encantado (Gráfica Editorial Cearense); Natal do Castelo Azul (1986) – poesia; Pedras do Arco-íris ou a Invenção do Azul no  Edital do Rio (1998) – poesia; Mundica, mulata do cais (Coleção Contar, Gráfica Corisco, 2002) – Gráfica Corisco; Teresina – 2002; A viúva do vestido encarnado (Record, 2002) – contos. Carta do Pássaro (poesias) – Escrituras - 2004. Também integra várias antologias editadas no Ceará e em outros Estados do Brasil e em várias revistas brasileiras e na revista Palavra em Mutação, editada no Porto – Portugal.  Tem no prelo: 70 poemas para orvalhar o outono (poesias) e Apenas a espera (poesias). Tendo este último ganhado do Prêmio Literário Osmundo Pontes (2009). Inéditos: Escritura da solidão (poesia); Os corredores do coronel Zeca Belarmino (novela) Na tarde azul a epifania dos rios (poesia).
Membro da Academia Cearense de Letras (Cadeira 14) e integrante da Academia  Cearense de Retórica   (Cadeira 28), da Academia Fortalezense de Letras e Academia Cearense de Artes Letras e Ciências do Rio de Janeiro. Pertenceu ao Grupo SIN de Literatura,  ao Grupo Poesia Plural e  à Revista Saco. Poeta vencedor do concurso de Poesia Norte e Nordeste, patrocinado pela Universidade Federal de Sergipe. Membro da Associação Cearense de Imprensa. Detém os títulos de “Cidadão Cearense e Cidadão  Maracanauense, aprovados, respectivamente pela Assembleia Legislativa do Estado e pela Câmara Municipal de Maracanaú.
Outorgas: Eleito melhor vereador de Fortaleza, melhor deputado estadual e melhor Secretário de Estado. Medalha do Educador Edilson Brasil Soares; Incentivador da Cultura (Academia Antero de Quental); XVII Prêmio Robalo de Ouro (Programa Sérgio Bacarat – SP); Homenagem pelo Dia da Cultura e da Ciência (1991); Agraciado com o troféu de Honra ao Mérito da XX Festa das Personalidades Destaques de 1999, outorgado pela Rádio Metropolitana de Fortaleza; Agraciado com o troféu Clóvis Matias, do I Festival de Novos Humoristas – 1999; Agraciado com  placa de ouro do Tribunal de Justiça do Estado do Ceará, em face do relevante apoio ao desenvolvimento cultural do Ceará. (2000);
/Missões e Delegações em que participou durante a vida pública: Presidente da Comissão de Educação e Cultura da Câmara Municipal (1980); Membro da Comissão de Legislação da Câmara Municipal de Fortaleza   (1981); Líder do MDB na Câmara Municipal de Fortaleza (1981); Vice-líder na Assembleia Legislativa  (1984); Membro das Comissões de Constituição e Justiça, Orçamento e Finanças, Educação e Cultura da Assembleia Legislativa; Presidente da Comissão dos Municípios; Líder do PMDB na Assembleia Legislativa do   Ceará (1989); Presidente do Instituto de Estudos Políticos do PMDB ( Instituto Pedroso Horta); Membros das Comissões de Constituição, Justiça e Redação da Assembleia Legislativa  (1997/98); Membro da Comissão de Ciência e Tecnologia da Assembleia Legislativa  (1998); Suplente na Comissão de Direitos Humanos e Cidadania da Assembleia Legislativa do Ceará(1997/98); Líder do PMDB na Assembleia Legislativa do Ceará(1997/98)
Medalhas: Medalha do Educador  Edilson Brasil Soares; Incentivador da Cultura (Academia Antero de Quental); XVII Prêmio Robalo de Ouro (Programa Sérgio Bacarat – SP); Homenagem pelo Dia da Cultura e da Ciência (1991); Agraciado com o troféu de Honra ao Mérito da XX Festa das Personalidades Destaques de 1999, outorgado pela Rádio Metropolitana de Fortaleza; Agraciado com o troféu Clóvis Matias, do I Festival de Novos Humoristas – 1999;Agraciado com  placa de ouro do Tribunal de Justiça do Estado do Ceará, em face do relevante apoio ao desenvolvimento cultural do Ceará. (2000); Escola Técnica de  Maracanaú – Palco Cultural Barros Pinho Diploma de Amigo da Guarda Municipal de Maracanaú, por relevantes serviços prestados à comunidade.
Barros Pinho também foi o presidente da FUNCET - Fundação de Cultura de Fortaleza e atualmente era o presidente da Fundação de Cultura de Maracanaú, onde publicava o jornal Maracanaú Cultura Em Maracanaú.
Morreu na manhã do dia 28 de abril, no hospital Gastroclínica, em Fortaleza.